# Endless Wire
Endless Wire (с англ. — «Бесконечный провод») — одиннадцатый студийный альбом рок-группы The Who, выпущенный 30 октября 2006 года, спустя 24 года после выхода предыдущего альбома It's Hard (1982).

## Об альбоме
Изначально планировалось выпустить альбом весной 2005 года под рабочим названием WHO2. Дата была перенесена в связи с тем, что барабанщик Зак Старки участвовал в записи альбома Don't Believe the Truth группы Oasis и последующем гастрольном туре.
Альбом сразу после выхода занял 7 позицию в чарте журнала Billboard. Его фрагменты включены в программу выступлений гастрольного тура The Who Tour 2006-2007.

## Список композиций
Все песни написаны Питом Таунсендом, кроме отмеченных.
1. Fragments (Таунсенд, Лоуренс Болл) — 3:58
2. A Man in a Purple Dress — 4:14
3. Mike Post Theme — 4:28
4. In the Ether — 3:35
5. Black Widow’s Eyes — 3:07
6. Two Thousand Years — 2:50
7. God Speaks of Marty Robbins — 3:26
8. It’s Not Enough (Таунсенд, Рейчел Фуллер) — 4:02
9. You Stand By Me — 1:36
  - Wire & Glass: A Mini-Opera
10. Sound Round — 1:21
11. Pick Up the Peace — 1:28
12. Unholy Trinity — 2:07
13. Trilby’s Piano — 2:04
14. Endless Wire — 1:51
15. Fragments of Fragments (Таунсенд, Болл) — 2:23
16. We Got a Hit — 1:18
17. They Made My Dream Come True — 1:13
18. Mirror Door — 4:14
19. Tea & Theatre — 3:24
  - Дополнительные треки, не вошедшие в стандартное издание
20. We Got a Hit (расширенная версия) — 3:03
21. Endless Wire (расширенная версия) — 3:03

### Бонусный DVD: Live at Lyon
Записано в Vienne Amphitheatre, Вьен, Франция 17 июля 2006 года
1. I Can’t Explain — 3:04
2. Behind Blue Eyes — 4:39
3. Mike Post Theme — 3:41
4. Baba O’Riley — 5:59
5. Won’t Get Fooled Again — 10:03

### Бонусный CD: Live at Lyon
Записано в Vienne Amphitheatre, Вьен, Франция 17 июля 2006 года
1. The Seeker — 2:36
2. Who Are You — 6:58
3. Mike Post Theme — 3:55
4. Relay — 7:40
5. Greyhound Girl — 3:04
6. Naked Eye — 8:26
7. Won’t Get Fooled Again/Old Red Wine — 10:40

## Участники записи
The Who
- Roger Daltrey — вокал
- Pete Townshend — гитара, вокал, бас-гитара, ударные, фортепиано, клавишные, скрипка, банджо, мандолина, драм-машина

Приглашённые музыканты
- Lawrence Ball — electronic music on «Fragments»
- Ellen Blair — viola on «Trilby’s Piano»
- John "Rabbit" Bundrick — Hammond organ, backing vocals
- Jolyon Dixon — acoustic guitar on «It’s Not Enough»
- Rachel Fuller — keyboards on «It’s Not Enough», orchestration supervisor on «Trilby’s Piano»
- Peter Huntington — drums
- Gill Morley — violin on «Trilby’s Piano»
- Vicky Matthews — cello on «Trilby’s Piano»
- Billy Nicholls — backing vocals
- Pino Palladino — bass guitar
- Stuart Ross — bass guitar on «It’s Not Enough»
- Zak Starkey — drums on «Black Widow’s Eyes»
- Simon Townshend — backing vocals, guitar
- Brian Wright — violin on «Trilby’s Piano»